# Adam Jezierski

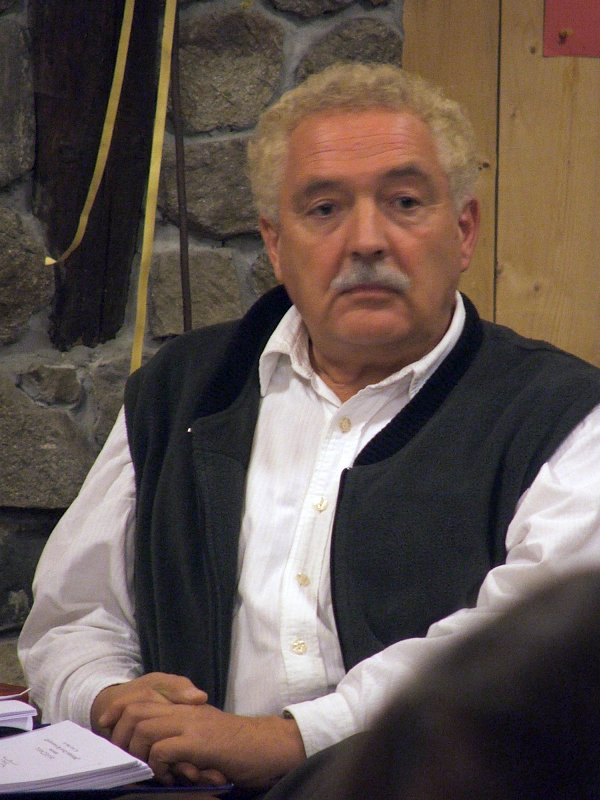
Adam Jezierski (2007)

Adam Józef Jezierski (* 5. Februar 1948 in Kalisz) ist ein polnischer Chemiker mit Spezialisierung auf Physikalische Chemie und Molekularspektroskopie. Von 2016 bis 2020 war er Rektor der Universität Breslau.

## Leben
Adam Jezierski wuchs in Kalisz auf, wo er die Grundschule und das Adam-Asnyk-Gymnasium besuchte.
Adam Jezierski studierte am Fachbereich für Mathematik, Physik und Chemie der Universität Breslau und schloss sein Studium 1970 mit einem Magister ab. 1978 promovierte er bei Bogusława Jeżowska-Trzebiatowska, zehn Jahre darauf wurde er im Fach Chemie habilitiert. 1990 bis 1996 war er Prodekan am Fachbereich für Mathematik, Physik und Chemie der Universität Breslau, nach einer Umorganisation war er von 1999 bis 2005 erneut in dieser Funktion. Ab 1995 lehrte Jezierski als Professor für Chemie, eine ordentliche Professur erhielt er im Jahr 2000. 2008 wurde er Prorektor für den Bereich wissenschaftliche Forschung und internationale Zusammenarbeit. 2016 wurde Adam Jezierski zum Rektor der Universität Breslau. Seine reguläre Amtszeit endete 2020, eine Wiederwahl ist aus Altersgründen nicht möglich.
Adam Jezierski ist mit der Chemikerin Julia Jezierska verheiratet, sie haben einen Sohn und eine Tochter.

## Wissenschaftliche Arbeit
Schwerpunkte Jezierskis Arbeit ist der Bodenschutz, die Abfallverwertung sowie der Erforschung physikalisch-chemischer Methoden für die Umweltforschung. Zu letzterem forscht er etwa über Magnetresonanztomographie und der Anwendung von Elektronenspinresonanz bei der Untersuchungen zum Einfluss chemischer und biologischer Faktoren auf Zellmembranen.
Zu seinen Veröffentlichungen zählen über 130 Schriften in internationalen Zeitschriften bzw. Büchern und hielt Vorlesungen an verschiedenen ausländischen Universitäten.

### Englischsprachige Werke
- Badanie struktury nitrozylowych kompleksów metali z ligandami organicznymi - zastosowanie elektronowego rezonansu paramagnetycznego. 1978, Promotion
- Struktura nadsubtelna widm elektronowego rezonansu paramagnetycznego kompleksów 51V, 53Cr, 55Mn, 57Fe jako kryterium ich struktury elektronowej i molekularnej.
- Electron paramagnetic resonance (EPR) investigations of lichens – 1: effects of air pollution, Adam Jezierski, Ewa Bylinska, Mark R.D. Seaward, in: Atmospheric Environment, Dezember 1999, S. 4629–4635
- Quantitative EPR study on free radicals in the natural polyphenols interacting with metal ions and other environmental pollutants, Adam Jezierski, Franciszek Czechowski, Maria Jerzykiewicz et al., in: Spectrochimica Acta Part A: Molecular and Biomolecular Spectroscopy, April 2002, S. 1293–1300
- Electron paramagnetic resonance (EPR) and stable isotope records of paleoenvironmental conditions during peat formation, Adam Jezierski, Grzegorz Skrzypek, Piotr Jezierski, Debajyoti Paul, Mariusz O. Jedrysek in Spectrochimica Acta Part A: Molecular and Biomolecular Spectroscopy, Vol. 69, Mai 2008, S. 1311–1316
- Structural aspects in saccharide-derived micelles studied by a spin probe technique, Kazimiera Wilk, Katarzyna Zielinska, Adam Jezierski, in: Colloids and Surfaces A: Physicochemical and Engineering Aspects, Vol. 343, Juli 2009, S. 64–69
- α-Tocopherol impact on oxy-radical induced free radical decomposition of DMSO: Spin trapping EPR and theoretical studies, Maria Jerzykiewicz, Irmina Ćwieląg-Piasecka, Maciej Witwicki, Adam Jezierski in Chemical Physics, Volume 383, Mai 2011, S. 27–34
- Experimental and theoretical approach to aggregation behavior of new di-N-oxide surfactants in an aquatic environment, Lech Wojciech Szajdak, Miguel Lorenzo Cabrera, Adam Jezierski, in: Bioactive Compounds in Agricultural Soils, 2016